# Stradivari Davidov
Lo Stradivari Davidov (chiamato anche Davidoff o Davydov) è un violoncello realizzato nel 1712 da Antonio Stradivari. È molto simile allo Stradivari Duport, realizzato un anno prima. La vernice ad olio di questo violoncello è di un colore rosso-arancio vivo. Il Davidov è stato utilizzato da Jacqueline du Pré, ed è attualmente in uso da Yo-Yo Ma.

## Storia
Il nome deriva dal violoncellista russo Karl Davydov, al quale fu fornito dal suo mecenate, il conte Wielhorsky, presso la corte dello zar Alessandro II. Il violoncello presenta diverse ammaccature dovute all'incuria alla quale fu soggetto in quel periodo. Dopo la morte di Davydov, il violoncello venne venduto a Parigi nel 1888. Nel 1928 venne acquistato da Herbert N. Straus, un uomo d'affari statunitense. Alla sua morte, la sua vedova contattò Rembert Wurlitzer, un commerciante newyorkese di strumenti musicali, affinché lo vendesse. Lo strumento è stato acquistato per 90000 $ da Ismena Holland, che lo diede alla sua figlioccia, la violoncellista Jacqueline du Pré.
Quasi tutte le incisioni della du Pré dal 1968 al 1970, tra le quali i concerti per violoncello di Elgar (con Barenboim) e di Schumann (con Barbiolli), sono state fatte sul Davidov. Nel 1970 la du Pré iniziò ad usare un violoncello moderno, realizzato per lei da Sergio Peresson. Il Davidov era un violoncello troppo debole per il suo temperamento.
Dopo la morte della du Pré il violoncello, proprietà della Fondazione Vuitton, è stato messo a disposizione di Yo-Yo Ma, che l'ha utilizzato per registrare musica barocca (Simply Baroque e Simply Baroque  II). Il violoncello è stato adattato per l'esecuzione filologica, ed è stato riconfigurato in seguito per eseguire musica moderna.